# Alexander Shulgin
Alexander Theodore "Sasha" Shulgin (17 tháng 6 năm 1925 – 2 tháng 6 năm 2014) là một nhà hóa dược, hóa sinh, hóa hữu cơ, dược lý, dược tâm lý và tác giả người Mỹ. Ông được ghi nhận là người đã giới thiệu 3,4-methylenedioxymethamphetamine (MDMA, thường được gọi là "thuốc lắc") cho các nhà tâm lý học vào cuối thập niên 1970 để sử dụng trong dược phẩm tâm thần và để khám phá, tổng hợp và xét nghiệm sinh học cá nhân trên hơn 230 hợp chất hướng thần cho tiềm năng thức thần và entactogenic (tạo sự xúc chạm bên trong) của chúng.
Vào năm 1991 và 1997, ông và vợ là Ann Shulgin đã biên soạn các cuốn sách PiHKAL và TiHKAL (viết tắt của Phenethylamines and Tryptamines I Have Known And Loved – Các phenethylamine và tryptamine mà tôi đã biết và yêu), từ những cuốn sổ tay mô tả chi tiết công việc và trải nghiệm cá nhân của họ với hai họ chất hướng thần này. Shulgin đã thực hiện công việc quan trọng trong việc tổng hợp mô tả nhiều hợp chất này. Một số khám phá đáng chú ý của Shulgin bao gồm các hợp chất thuộc họ 2C (như 2C-B) và các hợp chất thuộc họ DOx (như DOM).
Một phần nhờ vào công việc sâu rộng của Shulgin trong lĩnh vực nghiên cứu chất thức thần và thiết kế hợp lý các loại chất thức thần, ông đã được mệnh danh là "cha đỡ đầu của chất thức thần".

### Sách
- Controlled Substances: Chemical & Legal Guide to Federal Drug Laws. Berkeley, Calif.: Ronin Publishing (1988). ISBN 091417150X.
- PiHKAL: A Chemical Love Story,  with Ann Shulgin. Berkeley, Calif.: Transform Press (1991). ISBN 0963009605.
- TiHKAL: The Continuation, with Ann Shulgin. Berkeley, Calif.: Transform Press (1997). ISBN 0963009699.
- The Simple Plant Isoquinolines , with Wendy Perry. Berkeley, Calif.: Transform Press (2002). ISBN 0963009621.
- The Shulgin Index, vol. 1: Psychedelic Phenethylamines and Related Compounds, with Tania Manning and Paul Daley. Berkeley, Calif.: Transform Press (2011). ISBN 978-0963009630.
  - Appendix B: Web Addresses for State Statutes on Phenethylamine Psychedelics.
- Alexander Shulgin (2021). The Nature of Drugs. Berkeley, California: Transform Press. ISBN 9780999547212.

### Đóng góp cho sách
- "A New Vocabulary," với Ann Shulgin. Trong: Entheogens and the Future of Religion, biên tập bởi Robert Forte. Berkeley, Calif.: Council on Spiritual Practices (1997). ISBN 1889725013.
- Lời tựa cho Chemical Warfare Secrets Almost Forgotten: A Personal Story of Medical Testing of Army Volunteers with Incapacitating Chemical Agents During the Cold War (1955–1975), của James S. Ketchum. Santa Rosa, California: ChemBooks (2006), tr. 331–333. ISBN 978-1424300808. OCLC 702214684.

### Sổ tay phòng thí nghiệm
- Pharmacology Notes.

| Các xuất bản đáng chú ý khác |
| --- |
| - 1960–1979. Lab notebooks of Dr. Shulgin - 1963. "Psychotomimetic agents related to mescaline". Experientia 19: 127. 19 - 1963. "Composition of the myristicin fraction from oil of nutmeg". Nature 197: 379. 20 - 1963. "Concerning the pharmacology of nutmeg". Mind 1: 299–302. 23 - 1964. "3-methoxy-4,5-methylenedioxy amphetamine, a new psychotomimetic agent". Nature 201: 1120–1121. 29 - 1964. "Psychotomimetic amphetamines: methoxy 3,4-dialkoxyamphetamines". Experientia 20: 366. 30 - 1964. with H. O. Kerlinger. "Isolation of methoxyeugenol and trans-isoelemicin from oil of nutmeg". Naturwissenschaften 15: 360–361. 31 - 1965. "Synthesis of the trimethoxyphenylpropenes". Can. J. Chem. 43: 3437–3440. 43 - 1966. "Possible implication of myristicin as a psychotropic substance". Nature 210: 380–384. 45 - 1966. "The six trimethoxyphenylisopropylamines (trimethoxyamphetamines)". J. Med. Chem. 9: 445–446. 46 - 1966. with T. Sargent, and C. Naranjo. "Role of 3,4-Dimethoxyphenethylamine in schizophrenia". Nature 212: 1606–1607. 48 - 1967. with T. Sargent, and C. Naranjo. "The chemistry and psychopharmacology of nutmeg and of several related phenylisopropylamines". In D. H. Efron [ed.]: Ethnopharmacologic search for psychoactive drugs. U. S. Dept. of H. E. W., Public Health Service Publication No. 1645. Pp. 202–214. Discussion: ibid. pp. 223–229. 49 - 1967. with T. Sargent. "Psychotropic phenylisopropylamines derived from apiole and dillapiole". Nature 215: 1494–1495. 50 - 1967. with Sargent, T. W., D. M. Israelstam, S. A. Landaw, and N. N. Finley. "A note concerning the fate of the 4-methoxyl group in 3,4-dimethoxyphenethylamine (DMPEA)". Biochem. Biophys. Res. Commun. 29: 126–130. 52 - 1967. with Naranjo, C. and T. Sargent. "Evaluation of 3,4-methylenedioxyamphetamine (MDA) as an adjunct to psychotherapy". Med. Pharmacol. Exp. 17: 359–364. 53 - 1968. "The ethyl homologs of 2,4,5-trimethoxyphenylisopropylamine". J. Med. Chem. 11: 186–187. 54 - 1969. with T. Sargent and C. Naranjo. "Structure activity relationships of one-ring psychotomimetics". Nature 221: 537–541. 57 - 1969. "Recent developments in cannabis chemistry". J. Psyched. Drugs 2: 15–29. 58 - 1969. "Psychotomimetic agents related to the catecholamines". J. Psyched. Drugs 2(2): 12–26. 59 - 1970. "Chemistry and structure-activity relationships of the psychotomimetics". In D. H. Efron [ed.]. "Psychotomimetic Drugs". Raven Press, New York. Pp. 21–41. 60 - 1970. "The mode of action of psychotomimetic drugs; some qualitative properties of the psychotomimetics". Neur. Res. Prog. Bull. 8: 72–78. 61 - 1970. "4-alkyl-dialkoxy-alpha-methyl-phenethylamines and their pharmacologically-acceptable salts". U. S. Patent 3,547,999, issued December 15, 1970. 63 - 1971. with T. Sargent and C. Naranjo. "4-bromo-2,5-dimethoxyphenylisopropylamine, a new centrally active amphetamine analog". Pharmacology 5: 103–107. 64 - 1971. "Chemistry and sources". In S. S. Epstein [ed]. "Drugs of abuse: their genetic and other chronic nonpsychiatric hazards". The MIT Press, Cambridge, Mass. Pp 3–26. 65 - 1971. "Preliminary studies of the synthesis of nitrogen analogs of Delta1-THC". Acta Pharm. Suec. 8: 680–681. 66 - 1972. "Hallucinogens, CNS stimulants, and cannabis. In S. J. Mulé and H. Brill [eds.]: Chemical and biological aspects of drug dependence". CRC Press, Cleveland, Ohio. Pp. 163–175. 67 - 1973. "Stereospecific requirements for hallucinogenesis". J. Pharm. Pharmac. 25: 271–272. 68 - 1973. "Mescaline: the chemistry and pharmacology of its analogs". Lloydia 36: 46–58. 69 - 1973. "The narcotic pepper – the chemistry and pharmacology of Piper methysticum and related species". Bull. Narc. 25: 59–1974. "Le poivre stupéfiant – chemie et pharmacologie du Piper methysticum et des espéces apparentées". Bull. Stupéfiants 25: 61–77. 70 - 1973. with T. Sargent and C. Naranjo. "Animal pharmacology and human psychopharmacology of 3-methoxy-4,5-methylenedioxyphenylisopropylamine (MMDA)". Pharmacology 10: 12–18. 71 - 1974. with Kalbhen, D. A., T. Sargent, G. Braun, H. Stauffer, N. Kusubov, and M. L. Nohr. "Human pharmacodynamics of the psychodysleptic 4-bromo-2,5-dimethoxyphenylisopropylamine labelled with [82]Br". IRCS (Int. Res. Comm. Sys.) 2: 1091. 73 - 1975. with Sargent, T., D. A. Kalbhen, H. Stauffer, and N. Kusubov. "A potential new brain-scanning agent: 4-[77]Br-2,5-dimethoxyphenylisopropylamine (4-Br-DPIA)". J. Nucl. Med. 16: 243–245. 74 - 1975. with M. F. Carter. "Centrally active phenethylamines". Psychopharm. Commun. 1: 93–98. 75 - 1975. with Sargent, T., D. A. Kalbhen, G. Braun, H. Stauffer, and N. Kusubov. "In vivo human pharmacodynamics of the psychodysleptic 4-Br-2,5-dimethoxyphenylisopropylamine labelled with [82]Br or [77]Br". Neuropharmacology 14: 165–174. 76 - 1975. "The chemical catalysis of altered states of consciousness. Altered states of consciousness, current views and research problems". The drug abuse council, Washington, D. C. Pp. 123–134. 77 - 1975. "Drug use and anti-drug legislation". The PharmChem Newsletter 4 (#8). 79 - 1975. with D. C. Dyer. "Psychotomimetic phenylisopropylamines. 5. 4-alkyl-2,5-dimethoxyphenylisopropylamines". J. Med. Chem. 18: 1201–1204. 80 - 1975. with C. Helisten. "Differentiation of PCP, TCP, and a contaminating precursor PCC, by thin layer chromatography". Microgram 8: 171–172. 81 - 1975. with Helisten, C. "The detection of 1-piperidinodydlohexanecarbonitrile contamination in illicit preparations of 1-(1-phenylcyclohexyl)piperidine and 1-(1-(2-thienyl)cyclohexyl)piperidine". J. Chrom. 117: 232–235. 82 - 1976. "Psychotomimetic agents". In M. Gordon [ed.] "Psychopharmacological agents", Vol. 4. Academic Press, New York. Pp. 59–146. 83 - 1976. "Abuse of the term 'amphetamines'". Clin. Tox. 9: 351–352. 84 - 1976. "Profiles of psychedelic drugs. 1. DMT". J. Psychedelic Drugs 8: 167–168. 85 - 1976. "Profiles of psychedelic drugs. 2. TMA-2". J. Psychedelic Drugs 8: 169. 86 - 1976. with D. E. MacLean. "Illicit synthesis of phencyclidine (PCP) and several of its analogs". Clin. Tox. 9: 553–560. 87 - 1976. with Nichols, D. E. "Sulfur analogs of psychotomimetic amines". J. Pharm. Sci. 65: 1554–1556. 89 - 1976. with Sargent, T. and N. Kusubov. "Quantitative measurement of demethylation of [14]C-methoxyl labeled DMPEA and TMA-2 in rats". Psychopharm. Commun. 2: 199–206. 90 - 1976. with Standridge, R. T., H. G. Howell, J. A. Gylys, R. A. Partyka. "Phenylalkylamines with potential psychotherapeutic utility. 1. 2-amino-1-(2,5,-dimethoxy-4-methylphenyl)butane". J. Med. Chem. 19: 1400–1404. 91 - 1976. "Profiles of psychedelic drugs. 3. MMDA". J. Psychedelic Drugs 8: 331. 92 - 1977. "Profiles of psychedelic drugs. 4. Harmaline". J. Psychedelic Drugs 9: 79–80. 93 - 1977. "Profiles of psychedelic drugs. 5. STP". J. Psychedelic Drugs 9: 171–172. 94 - 1977. with Nichols, D. E., and D. C. Dyer. "Directional lipophilic character in a series of psychotomimetic phenethylamine derivatives". Life Sciences 21: 569–576. 95 - 1977. with Jacob, P. III, G. Anderson III, C. K. Meshul, and N. Castagnoli Jr. "Mononethylthio analogues of 1-(2,4,5-trimethoxyphenyl)2-aminopropane". J. Med. Chem. 20: 1235–1239. 96 |